# イサウリア
イサウリア（ギリシア語：Ισαυρία, ラテン文字表記：Isauria）は古代の地名で、剽悍な山岳民族であったイサウリア人の住む小アジア南東部トロス山脈一帯をさす。

## 概要
イサウリアは古代における地名で、小アジアのトロス山脈周辺の地域を指した。古代にはイサウリア人と呼ばれる独立心旺盛な山岳民族が居住していた。
紀元前1世紀にセルウィリウス・ウァティアが一旦は同地のイサウリア人を屈服させたが、以後も住民の好戦的な性格には変わりがなく、ローマ人とは争いが絶えなかった。
東ローマ帝国の時代になるとイサウリア人は略奪の範囲を広げ、フン族やサーサーン朝と並ぶ帝国にとっての脅威となった。4世紀末から5世紀初頭にはイサウリア人によってアルメニアの都市が包囲され、略奪はシリアやカエサリアにも及んだ。こうしたイサウリア人の侵攻に備えるため、帝国は遅くとも413年までにポンティカ管区伯という役職を設けることになった。
440年代後半になると、帝国は人的資源の枯渇から軍隊にイサウリア人を受け入れるようになった。特に457年に即位した皇帝レオ1世は、460年頃から大々的にイサウリア人の起用を始め、レオ1世の死後にはレオ1世によって登用されたイサウリア人の族長タラシコデッサが皇帝「ゼノン」となった。イサウリア人はゼノンが皇帝である間にコンスタンティノープルに流入し、東ローマ帝国で主要な地位を占めていたゴート人に取って代わろうとした。しかしイサウリア人はゴート人と比べると遙かにローマ化の度合いが低く、コンスタンティノープル市民からの支持を得ることはできなかった。
491年にイサウリア人の皇帝ゼノンが死ぬと、コンスタンティノープルでは市民が蜂起してイサウリア人を虐殺した。新たに東ローマ皇帝となったアナスタシウス1世は、この騒動を口実としてコンスタンティノープルからイサウリア人を追放し、翌492年にはゴート人の軍団をイサウリアへと侵攻させた。戦いは498年まで続き、ゴート人と東ローマ帝国が勝利した。イサウリア人の要塞は完全に破壊され、生き残った住民はトラキアの荒地へと強制移住させられた。こうしてイサウリア人は東ローマ帝国の国政からは排除されることになった。しかし、以降も軍隊では兵士として使役されるイサウリア人が少なくなかった。